# Abell 2744 Y1

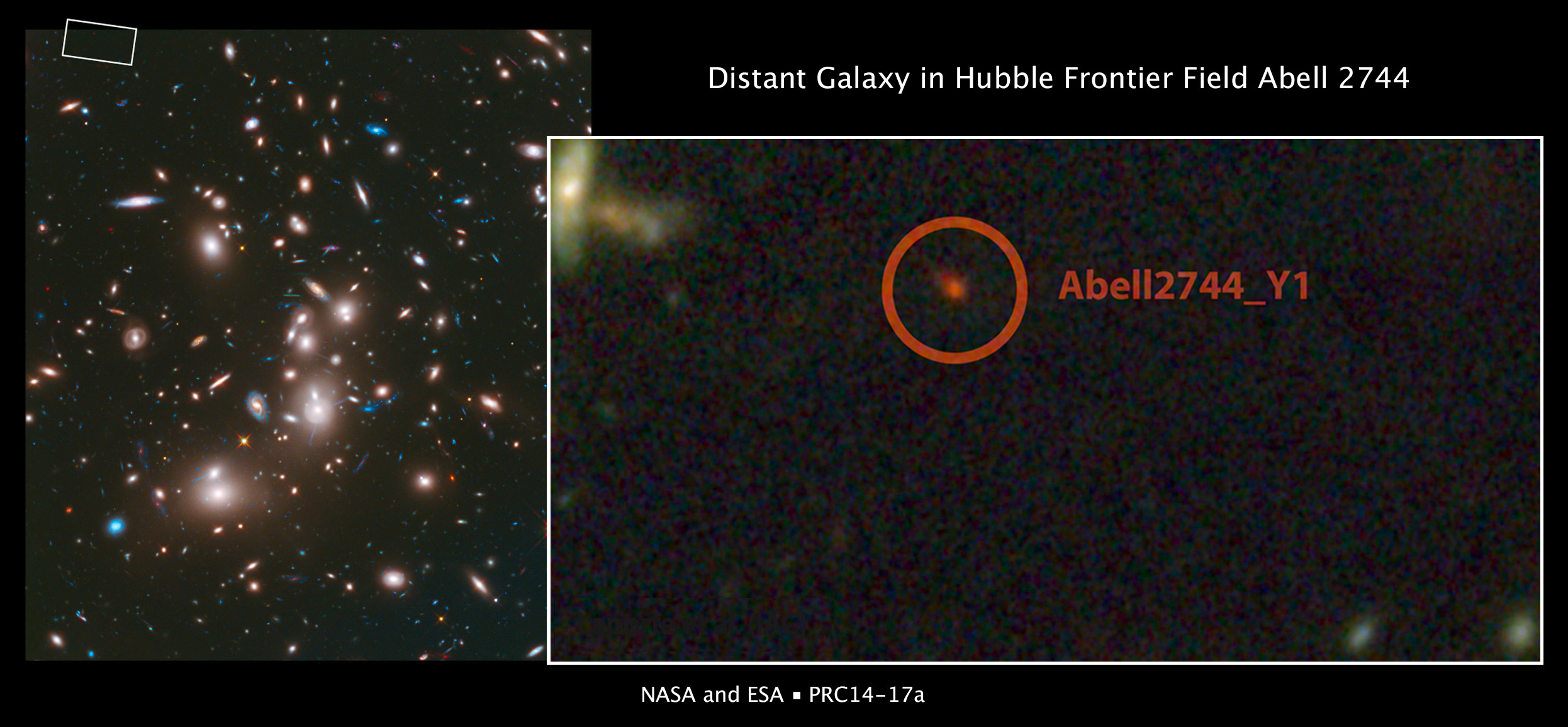
À gauche, image couleur de l'amas Abell 2744. À droite, zoom sur Abell 2744_Y1 une des galaxies les plus lointaines connues à ce jour.

Abell 2744 Y1 est une galaxie membre du superamas Abell 2744. C'est une des galaxies les plus éloignées découverte à ce jour. Elle fut découverte en janvier 2014 par une équipe de scientifiques internationale qui a utilisé les images du programme Frontier Fields récoltées par le télescope spatial Hubble et Spitzer. Cette galaxie a été découverte en utilisant la méthode classique dite de Lyman Break.

## Caractéristiques
Abell 2744 Y1 se situe à environ 13,2 milliards d'années-lumière, et nous apparaît donc telle qu'elle était alors que l'univers n'était âgé que de 650 millions d'années. Son rayon de 0,35±0,15 kpc est environ 30 fois inférieur à celui de la Voie lactée, mais elle contenait cependant plus de trois mille milliards d'étoiles, soit dix fois plus que notre galaxie. Sa masse est estimée entre 2,5 × 109 et 1 × 1010 M☉. 
La galaxie présente un décalage vers le rouge (redshift) de 7,98, ce qui en fait un des plus importants jamais observé.